# مؤسسه تحقیقات پزشکی استاورز

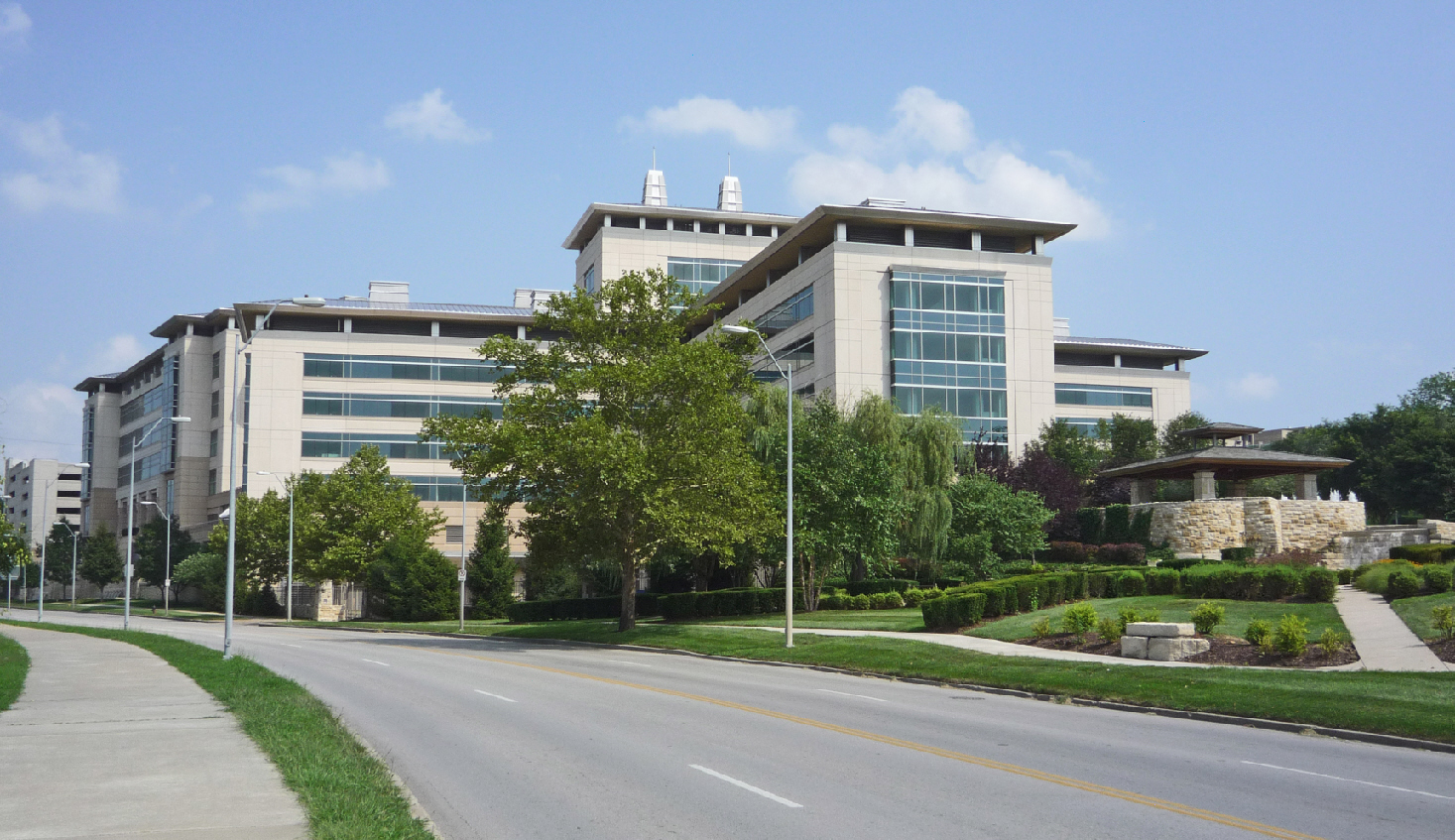

موسسه تحقیقات پزشکی استاورز (Stowers Institute for Medical Research) نام یک مرکز آموزشی و مرکز تحقیقاتی علوم زیست‌پزشکی در امریکا است.
این مرکز در کانتری کلاب پلازا در مجاور دانشگاه میزوری در کانزاس‌سیتی قرار دارد و ۵۵۰ محقق در استخدام دارد.
مؤسسه تحقیقات پزشکی استاورز در سال بیش از یک میلیارد دلار تحقیقات انجام میدهد